# 디에고 콘팔로니에리
디에고 콘팔로니에리(이탈리아어: Diego Confalonieri, 1979년 4월 11일~)는 이탈리아의 펜싱 선수로 주 종목은 에페이다. 2008년 하계 올림픽에서 남자 에페 단체전 동메달을 획득했으며 세계 선수권 대회에서 은메달 1개, 동메달 1개를 획득했다.

## 수상

### 수훈
- 기사 이탈리아 공화국 공로장(2000년 10월 3일)